# Chengnan, Shixing
Chengnan är en köping i sydöstra Kina. Den ligger i Shixing härad i staden Shaoguan i provinsen Guangdong, omkring 210 kilometer norr om provinshuvudstaden Guangzhou. Antalet invånare är 17 911. Befolkningen består av 9 110 kvinnor och 8 801 män. Barn under 15 år utgör 19,0 %, vuxna 15-64 år 68 %, och äldre över 65 år 11,0 %.